# Stazione di Rosario Sud
La stazione di Rosario Sud (Estación Rosario Sur in spagnolo) è una delle due principali stazioni ferroviarie della città di Rosario, principale centro della provincia di Santa Fe. Dai suoi binari partono treni a lunga percorrenza per Buenos Aires, Córdoba e Tucumán.

## Storia
Fu aperta al traffico come semplice fermata ferroviaria il 14 dicembre 1981 e ribattezzata Juan Carlos Groenewold.
Nel febbraio 2014 la stazione fu scelta come capolinea della ferrovia proveniente da Buenos Aires. Nell'agosto successivo furono intrapresi dallo stato una serie di lavori che trasformarono completamente la struttura. Il 1º aprile dell'anno successivo giunse nella rinnovata stazione di Rosario Sud il primo treno proveniente dalla capitale argentina alla presenza del sindaco della città Mónica Fein e del ministro dei trasporti Florencio Randazzo. Nonostante la messa in servizio i lavori continuarono sino al 21 luglio successivo quando lo scalo rosarino fu ufficialmente inaugurato.
Dal novembre 2018 fermano nella stazione anche i treni diretti a Córdoba e Tucumán.